# Chim nghệ lớn
Chim nghệ lớn (danh pháp khoa học: Aegithina lafresnayei) là một loài chim trong họ Chim nghệ (Aegithinidae).. Chúng được tìm thấy ở Campuchia, Trung Quốc, Lào, Malaysia, Myanma, Thái Lan và Việt Nam. Môi trường sống tự nhiên của nó là rừng đất thấp ẩm cận nhiệt đới hoặc nhiệt đới.

## Phân loài
- A. l. innotata (Blyth, 1847): Nam Myanmar và nam Trung Quốc về phía nam tới bắc bán đảo Mã Lai, nam Lào và trung Việt Nam.
- A. l. xanthotis (Sharpe, 1882): Campuchia và nam Việt Nam.
- A. l. lafresnayei (Hartlaub, 1844): Nam Thái Lan và bán đảo Mã Lai.